# Carpaccio

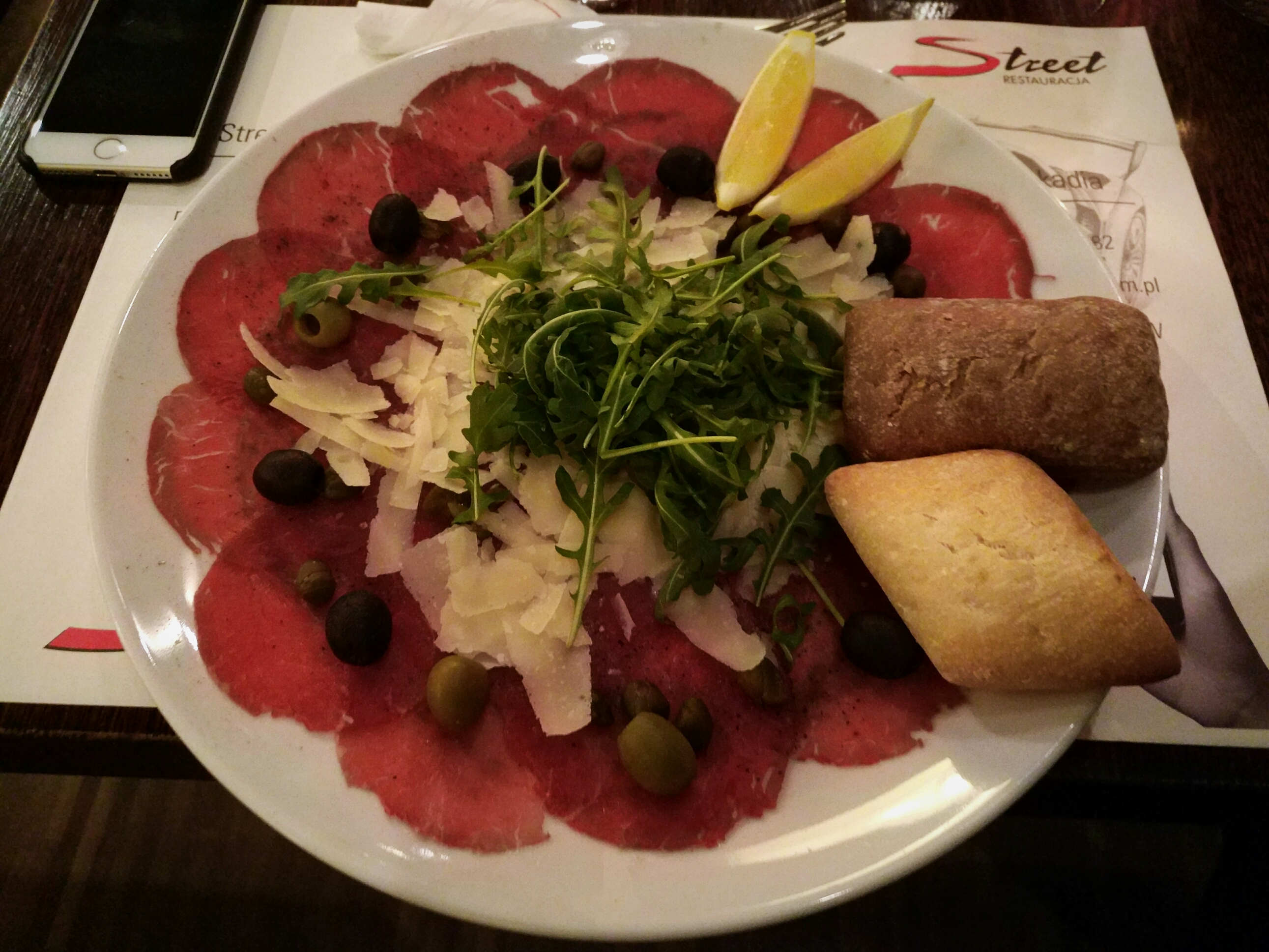
Prato com carpaccio

Carpaccio é um prato italiano feito a partir de carne ou de peixe cru, cortado em fatias finas, e é comumente servido como um aperitivo ou antepasto.

## História
De acordo com Arrigo Cipriani, atual dono do Harry's Bar, em Veneza, o carpaccio foi inventado no Harry's Bar, onde foi servido primeiramente à condessa Amalia Nani Mocenigo, em 1950, quando ela informou ao dono do bar que seu médico havia recomendado o consumo de carne crua, rica em ferro, pois ela estava com anemia. O carpaccio, então, consistia em finas fatias de carne crua, temperadas com molho de mostarda, molho inglês, suco de limão, leite, sal e pimenta-do-reino branca. O prato foi nomeado carpaccio por Giuseppe Cipriani, o fundador e dono do bar, em referência ao pintor italiano Vittore Carpaccio, pois a cor vermelha forte do prato o recordava das pinturas de Carpaccio, que estavam na época em exposição na cidade.

## Atualmente
O termo carpaccio, atualmente, é usado para denominar a preparação de carne ou peixe servido cru e cortado em finíssimas fatias. Alguns restaurantes têm utilizado o nome carpaccio para qualquer prato de carne, peixe, fruta ou legumes finamente cortados.